# Ocaña (kommun i Spanien, Kastilien-La Mancha, Province of Toledo, lat 39,96, long -3,50)
Ocaña är en kommun i Spanien.   Den ligger i provinsen Toledo och regionen Kastilien-La Mancha, i den centrala delen av landet, 50 km söder om huvudstaden Madrid. Antalet invånare är 11 147. Arean är 148 kvadratkilometer.
Terrängen i Ocaña är platt åt sydost, men åt nordväst är den kuperad.